# Affatomie
Mit Affatomie (lat. „adfari“) „Ankindung“ oder „Annahme an Sohnes statt“ bezeichnet man nach salfränkischem Recht, vgl. Tit. 46 Lex salica, ein mehraktiges Verfahren von miteinander verbundenen Rechtsgeschäften, welche die Adoption und die Eigentumsübertragung durch Erbvertrag umfassten. Dabei konnte dem Verfügenden (dem Erblasser) die Nutzung des Verfügungsgegenstandes (des Erbes) bis zu seinem Tode eingeräumt werden. Die genaue rechtliche Einordnung des Geschäfts (handelte es sich 1. um ein familienrechtlich oder um ein vermögensrechtlich wirkendes Geschäft und, unterstellt, letzteres trifft zu, wirkte dieses 2. erb- oder sachenrechtlich?) ist wegen der tatbestandlichen Offenheit der maßgeblichen frühmittelalterlichen Quelle bis heute umstritten.
Der Begriff rührt von der auch in Handschriften der Lex Salica belegten Form „adfatimire“ her, d. h. mit ausgestreckten Armen empfangen und an den Busen drücken bzw. im Schoß aufnehmen. Mit anderen Worten wurde durch diesen künstlichen zeremoniellen Akt ein Leibeserbe „erschaffen“.